# Heinz Fischer (Maler)
Heinz Fischer (* 8. März 1910 in Weißenfels; † 17. Oktober 1998 in Weimar) war ein Weimarer Maler und Grafiker. 
Nach seinem Studium an der Hochschule für Bildende Künste Weimar bei Walther Klemm, bei dem er 1932 vorzeitig Meisterschüler wurde, ließ sich Fischer als Maler mit Atelier im Prellerhaus in Weimar nieder. Besonders profilierte er sich in der Landschafts- und Stilllebenmalerei, aber auch in der grafischen Umsetzung von Porträts und figürlichen Szenen. Seine Grafiken, vor allem der 1930er und 40er Jahre sind von der Weimarer Schule geprägt, spätere Werke, meist Ölgemälde und Aquarelle stellen oft Thüringer Landschaften dar. 
Zum Kriegsdienst verpflichtet, wurde er zwischen 1939 und 1945 zweimal verwundet, zuletzt lebensbedrohlich. In verschiedenen Lazaretten fand er Heilung, um sich neuen Lebenszielen zu widmen. Er gründete eine Familie, nahm am Wiederaufbau teil und trat 1946 in den Verband Bildender Künstler der DDR (VBK) und in die SED ein. 1947 nahm er mit drei Arbeiten an der 1. Landesausstellung Bildender Künstler Thüringens in Erfurt teil und 1948 in Weimar an der Ausstellung "Künstler schaffen. 1945–1948".
Doch dogmatische Reglementierungen trübten schon bald seinen neuen Optimismus. Nach seinem Austritt aus der SED 1948 folgte der Ausschluss aus dem Verband Bildender Künstler (VBK). In der Folge wurde es für Fischer schwer, Aufträge zu bekommen und sein Atelier zu behalten. Über viele Jahre wurde die Kunst nun zum Hobby, auch wenn seine Anstellung als Technischer Zeichner in ähnlichem Gebiet angesiedelt war. Nach einer Ausstellung 1964 im Kunstkabinett am Weimarer Goetheplatz folgte lange Zeit kaum öffentliche Würdigung seines Schaffens. Erst in den späten 1980er und 1990er Jahren wurde ihm die vorher verwehrte Aufmerksamkeit zuteil. Hierbei sind Ausstellungen 1990 in der Stephanus-Kirche in Weimar-Schöndorf, 1992 im Thüringer Landtag, 1993 im Greizer Schlossmuseum und 1995 im Stadtmuseum Weimar zu nennen. Im Zeitraum 7. März 2010 bis 24. April 2010 gab es  zum 100. Geburtstag von Heinz Fischer eine Ausstellung im Weimarer Marie-Seebach-Stift.